# اربعه مینیم
اربعه مینیم (به عبری: ארבעת המינים‌) که به فارسی چهارگونه معنی می‌شود٬ چهار گونه گیاه شامل ترنج یا بالنگ، شاخه‌ای از نخل، شاخه درخت مورد و شاخه درخت بید است که در تورات٬ کتاب لاویان باب ۲۳ از آن‌ها نام برده‌و به جشن سایه‌بان‌ها ربط داده‌است.